# El Dara, Illinois
El Dara là một làng thuộc quận Pike, tiểu bang Illinois, Hoa Kỳ. Năm 2010, dân số của làng này là 78 người.

## Dân số
Dân số qua các năm:
- Năm 2000: 89 người.
- Năm 2010: 78 người.